# Diamante de choque

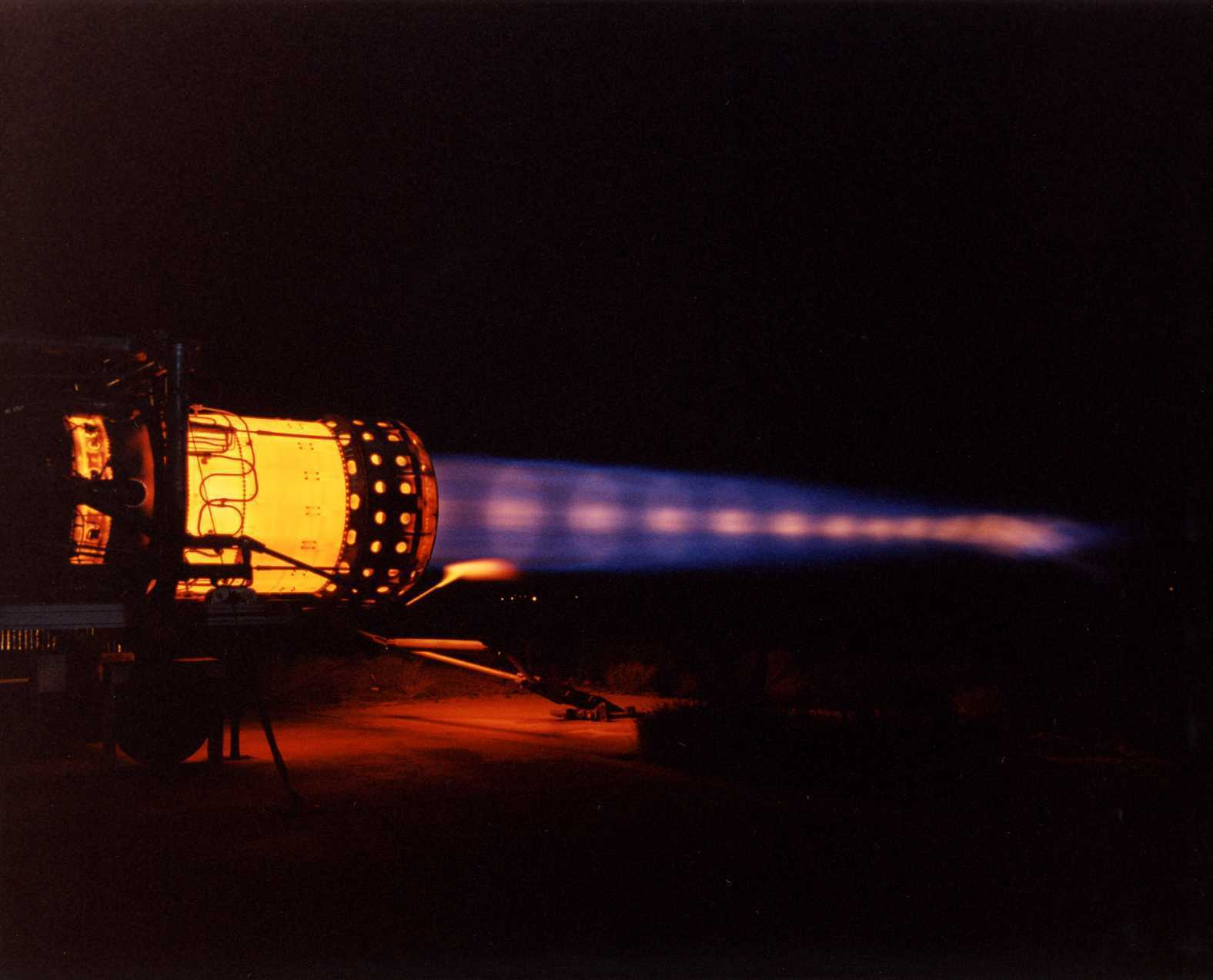
Diamante de choque em um motor Pratt & Whitney J58 durante um teste de pós-combustão plena.

Os diamantes de choque (também conhecidos como diamantes Mach ou diamantes de impulso) são uma formação de padrões de ondas estacionárias que aparecem na pluma de escape supersônica de um sistema de propulsão aeroespacial, como um motor a jato supersônico, foguete, ramjet ou scramjet, quando é operado na atmosfera. Os "diamantes" são na verdade um campo de fluxo complexo tornado visível por mudanças bruscas na densidade e pressão locais, à medida que o escapamento passa por uma série de ondas de choque permanentes e gases em expansão. Os "diamantes Mach" são nomeados em homenagem a Ernst Mach, o físico que os descreveu pela primeira vez.:48

## Disco Mach
À medida que o fluxo sai da boca do motor, a pressão do ar ambiente comprime o fluxo. A compressão externa é causada por ondas de choque oblíquas inclinadas em um ângulo em relação ao fluxo. O fluxo comprimido é expandido alternadamente pelos ventiladores de expansão Prandtl-Meyer, e cada "diamante" é formado pelo emparelhamento de um choque oblíquo com um ventilador de expansão. Quando o fluxo comprimido se torna paralelo à linha central, uma onda de choque perpendicular às formas de fluxo é chamada de onda de choque normal ou disco Mach. O primeiro diamante de choque está localizado aqui, e o espaço entre ele e a boca do motor, é chamado de "zona de silêncio".